# ダンジョンエクスプローラー
『ダンジョンエクスプローラー』 (Dungeon Explorer) は、1989年3月4日に日本のハドソンから発売されたPCエンジン用アクションロールプレイングゲーム。
主人公を操作し、滅亡に瀕したコーネリア王国を救出するために王国に伝わる秘宝「アイラの玉」を探し出す事を目的としている。主人公の職業を8種類から選択できる事や、最大5人まで同時プレイが可能な事を特徴としている。
開発はアトラスが行い、ディレクターはユニバーサルのアーケードゲーム『Mr. Do!』（1982年）を手掛けた上田和敏およびゲームボーイ用ソフト『コスモタンク』（1990年）を手掛けた新野洋右が担当、音楽は『デジタル・デビル物語 女神転生』（1987年）を手掛けた増子司が担当している。
1995年には日本国外でのみSEGA-CDへ移植され、開発はウエストンが担当した。2004年には携帯電話ゲームとしてiアプリにて配信された他、バーチャルコンソール対応ソフトとして2006年にWii、2015年にWii Uにて配信された。2009年にはPlayStation 3およびPlayStation Portable用ソフトとしてゲームアーカイブスにて配信された（それ以外のリリース事例については、#移植版を参照）。

## 概要
プレイヤー（たち）は8つある職業の内の1つを選びスタート、王様から指定されたダンジョンを順に探索していく。ショットと魔法を駆使してフィールド上を進んで行き、各エリアの1番奥の部屋で待ち構えているボスと対決。基本的にはこの繰り返しでオールステージクリアを目指す。
本作のゲームデザインは、アタリが稼働したアーケードゲーム『ガントレット』（1985年）をモチーフとしており、本編の所々にはオマージュ的な要素が見受けられる。当時のゲーム誌では「和製ガントレット」とも評され、一種のリニューアル版ともいえる内容となっている。この流れを受け、本作の複数人プレイは最大で5人までの同時プレイが可能であり、発売当時はこれが最大のセールスポイントとなっていた。なおオリジナルプラットフォームであるPCエンジンやSEGA-CDでマルチプレイをする際には、下記の通り周辺機器が必要となる。
- PCエンジンで2人以上のプレイをする際には「マルチタップ」を本体に接続する。
- SEGA-CDで3人以上のプレイをする際には「TEAM PLAYER」（日本のメガドライブで言うところの「セガタップ」）を本体に接続する。

## ゲーム内容

### システム
プレイヤーはゲーム開始時の酒場で8つある職業から1つを選んでスタート。王様から探索を依頼されたダンジョンを順に攻略していくという流れになる。各ダンジョンやフィールドは他の階に繋がる階段やワープゾーンなどで繋がっており、道中には敵モンスターや敵の巣となるジェネレーターが多数待ち構えている。これらをショットや魔法で破壊しつつ先へと進んで行くのだが、ジェネレーターを破壊しない限り敵は出現し続ける。その後1番奥のフロアにいるボスと対決して勝利すれば1クエストクリア。再び王様に会い、次に指定されたダンジョンの探索へと進む。なお、これらの手順を踏まなくてもゲーム自体は先に進めることは可能である。

### プレイヤーステータス
各プレイヤーにはレベルと以下のステータスが設定されており、ボスを倒した後に出現するクリスタルや、道中に落ちているアイテムを回収することにより、レベルアップおよび各ステータスをアップさせることができる（各プレイヤーのレベルとステータスはパスワードで保存）。
- Agility／素早さ（移動速度）
- Attack／攻撃力（武器による攻撃の強さ）
- Strength／体力（プレイヤーのHP）
- Intelligence／知性（魔法の効力）

### アイテム
通常アイテム
- ホワイトポーション (White Potion)
  - 防御型魔法の使用回数ストックが1つ増える
- ブラックポーション (Black Potion)
  - 攻撃型魔法の使用回数ストックが1つ増える
- 活力の飲み物 (Drink of Vigor)
  - HPが回復する
- 俊敏性の靴 (Boots of Agility)
  - 素早さが上昇する
- 攻撃の刃 (Edge of Attack)
  - 攻撃力が上昇する
- 知の冠 (Crown of Intelligence)
  - 知力が上昇する
- 透明の指輪 (Ring of Invisibility)
  - 一定時間透明になり敵が向かってこなくなる
- 聖なる水 (Holy Water)
  - 一定時間敵が逃げていく
- 反射の鏡 (Mirror of Reflex)
  - 一定時間弾（武器）が壁を反射するようになる
- 治癒の指輪 (Ring of Healing)
  - HPの最大値が上昇する
- 命の種 (Seed of Life)
  - プレイヤーの残機が増える

クリスタル
ボスと特定の雑魚を倒すと出現するクリスタル。一定時間毎に色が変わり、取った時の色により上昇するステータスが異なる。また、ボスを倒して出現したクリスタルはプレイヤーレベルも上げる。 
- オレンジ／Agility
- 水色／Attack
- 紫／Strength
- 緑／Intelligence

## ストーリー
遠い昔のこと…美しい自然に囲まれたコーネリアという国があったという。人々は争うことも忘れ、共に助け合い幸せに、そして平和に暮らしていた。しかし、いつの日からか現れた魔物により、長きに渡った平和な時代にも終焉の時が訪れたのだった。平和な日々に慣れ、戦う術を忘れてしまった人々にとって魔物を倒す唯一の方法はコーネリアのどこかにに伝わるアイラの玉を探し出すことだった。
アイラの玉は不思議な力が秘められており、これを手に入れた者は世界を支配することも可能と言われている。
「アイラの玉を手に入れるにはクリスタルを探せ。」という古文書に記された古い言い伝えを信じて再びコーネリアに平和を取り戻すため、アルデ城王に選ばれ勇者たちは国の運命をかけた長い旅に旅立っていった。

## 使用キャラクター
プレイヤーがスタート時に選択することができる使用キャラクターの職業は8つ。ゲーム中に特定の条件を満たせば2つ追加される。なお、多人数プレイ時には複数が同じ職業のキャラクターは選べない。
FIGHTER（ファイター）
- 攻撃、防御力ともにバランスの取れた戦士。武器はソード。
- 防御型魔法：マジックシールド／一定時間防御力2倍
- 攻撃型魔法：マジックソード／一定時間攻撃力2倍

THIEF（シーフ）
- 足が速い盗賊。倒した敵からアイテムが出やすい。武器はダガー。
- 防御型魔法：マジックキュアリング／毒の治療（接触中の仲間にも有効）
- 攻撃型魔法：ウォーサイレン／敵全体にダメージ

WARROCK（ウォーロック）
- バランスの取れた能力を持つ呪術師。ツイングローラーを操る。
- 防御型魔法：マジックバエンディング／一定時間敵の動きを止める
- 攻撃型魔法：サンダーボルト／敵全体にダメージ

WITCH（ウィッチ）
- 全体的に平均的な能力を持つ魔女。武器はチャームドスター。
- 防御型魔法：マジックキュアリング／毒の治療（接触中の仲間にも有効）
- 攻撃型魔法：サンダーボルト／敵全体にダメージ

BARD（バード）
- 未知の可能性を秘める吟遊詩人。武器はダート。
- 防御型魔法：リターン／一瞬で酒場に戻る
- 攻撃型魔法：リクエスト／BGMを変化させる

BISHOP（ビショップ）
- 魔法が強力な司教。足が遅いのが難点。武器はホリィライト（聖なる光）。
- 防御型魔法：マジックヒーリング／HP回復（接触中の仲間にも有効）
- 攻撃型魔法：モータルブレス／いずれかの敵を即死させる

ELF（エルフ）
- 妖精。足が速く、毒に耐性があるが、攻撃力は低い。武器はフェアリーボルト。
- 防御型魔法：マジックヒーリング／HP回復（接触中の仲間にも有効）
- 攻撃型魔法：ウォーサイレン／敵全体にダメージ

DWARF（ドワーフ）
- 小人。体力が最も高いが、移動や攻撃速度が遅い。武器はバトルアックス。
- 防御型魔法：マジックバエンディング／一定時間敵の動きを止める
- 攻撃型魔法：ウォーサイレン／敵全体にダメージ

PRINCESS（プリンセス）
- アイフィルという名前の王女で、ゲーム中に救出すればパスワードを教えてもらえ、途中から使用可能となる
- 防御型魔法：マジックヒーリング／HP回復（接触中の仲間にも有効）
- 攻撃型魔法：マジックソード／一定時間攻撃力2倍

HERMIT（ハーミット）
- バードがHP50以上の状態でハーミットの館に行くことで転職できる。全体的にステータスが高いが、移動速度は遅い
- 防御型魔法：サンダーボルト／敵全体にダメージ
- 攻撃型魔法：モータルブレス／いずれかの敵を即死させる

開発中は他にパイレート、モンク、シャーマン、ウィザード、プリースト、ナイトの職業が存在していた。

## 移植版
- 各機種はSEGA-CDを除き、基本的にPCエンジン版の移植版。
- 現在購入可能な版は、ハドソンを吸収合併し、同社の知的財産権を保有しているコナミデジタルエンタテインメント（KDE）が販売元になっている。

| No. | タイトル                   | 発売日                                                | 対応機種                                                    | 開発元            | 発売元                       | メディア                              | 型式           | 備考                                                        |
| --- | -------------------------- | ----------------------------------------------------- | ----------------------------------------------------------- | ----------------- | ---------------------------- | ------------------------------------- | -------------- | ----------------------------------------------------------- |
| 1   | ダンジョンエクスプローラー | 1995年                                                | SEGA-CD                                                     | ウエストン        | セガ                         | CD-ROM                                | 4657           | マルチタップ「TEAM PLAYER」対応                             |
| 2   | ダンジョンエクスプローラー | 2004年9月13日                                         | mova505i、506i、FOMA900iシリーズ （iアプリ）                | ハドソン          | ハドソン                     | ダウンロード （着信☆あぷり♪）         | -              | 1人プレイ専用                                               |
| 3   | ダンジョンエクスプローラー | 2006年                                                | Windows                                                     | ハドソン          | アイレボ                     | ダウンロード (i-revo)                 | -              |                                                             |
| 4   | ダンジョンエクスプローラー | 2006年12月2日 2006年12月8日 2007年1月8日 2007年7月6日 | Wii                                                         | アトラス          | ハドソン                     | ダウンロード （バーチャルコンソール） | PACJ PACE PACP | 2019年1月31日 配信・販売終了                                |
| 5   | ダンジョンエクスプローラー | 2009年10月21日 2011年6月3日                           | PlayStation 3 PlayStation Portable (PlayStation Network)    | アトラス          | ハドソン ※ 現在はKDEより配信 | ダウンロード （ゲームアーカイブス）   | -              | PlayStation Portable版は1人プレイ専用                       |
| 6   | PC Engine GameBox          | INT 2010年12月20日                                    | iPhone iPod touch (iOS)                                     | アトラス          | ハドソン ※ 現在はKDEより配信 | ダウンロード                          | 406585960      |                                                             |
| 7   | ダンジョンエクスプローラー | 2013年6月3日                                          | ひかりTVゲーム                                              | アトラス          | KDE                          | クラウドゲーム                        | -              |                                                             |
| 8   | ダンジョンエクスプローラー | 2013年6月20日                                         | G-cluster                                                   | アトラス          | KDE                          | クラウドゲーム                        | -              |                                                             |
| 9   | ダンジョンエクスプローラー | 2015年7月22日 2017年3月2日                            | Wii U                                                       | アトラス          | KDE                          | ダウンロード （バーチャルコンソール） | PN3J           |                                                             |
| 10  | ダンジョンエクスプローラー | 2020年3月19日                                         | PCエンジン mini TurboGrafx-16 mini PC Engine CoreGrafx mini | M2 ※ 移植開発担当 | KDE ※ 本体の販売元           | プリインストール                      | -              | 日本版（PCエンジン版）と北米版（TurboGrafx-16版）を同時収録 |

携帯アプリ版
携帯アプリの『着☆あぷ♪ボンバーマン』のPCエンジンコーナーで配信。1人プレイ専用だが、オプションとして助っ人の仲間を2人連れていける。
バーチャルコンソール版
任天堂の据え置きゲーム機 WiiおよびWii Uのダウンロードコンテンツサービス・バーチャルコンソールにて配信（現在はWii U版のみ利用可能）。
マルチプレイは本体の機能として対応しているので、コントローラー以外の周辺機器は不要。
PlayStation 3 (PS3) ／ PlayStation Portable (PSP) 版
ソニー・インタラクティブエンタテインメントのゲーム機 PlayStation 3およびPlayStation Portable用のダウンロードコンテンツサービス・ゲームアーカイブス内で展開されている「PCエンジンアーカイブス」にて配信。
マルチプレイはPS3本体の機能として対応しているので、コントローラー以外の周辺機器は不要（PSPは1人プレイ専用）。
iPhone/iPod touch用アプリ版
iPhone/iPod touch向けのアプリ『PC Engine GameBox』内に収録され配信。複数収録されたPCエンジンのゲームの中から、毎日ランダムで選ばれる1タイトルを無料で10分間お試しプレイが可能。iPhone 3GS以降及びiPod touch 第3世代以降で動作。
G-cluster／ひかりTVゲーム版
クラウドゲームとして配信。前者がPCエンジンタイトル5本セット、後者が遊び放題パックに含まれている。
PCエンジン mini収録版
KDEがリリースする、PCエンジン系ソフトを約50作あらかじめ収録した復刻系ゲーム機に収録。
3人以上のマルチプレイは人数分のコントローラー以外に周辺機器「マルチタップ for PCエンジン mini」が必要。

## 音楽
本作のサウンドは、『女神転生シリーズ』（1987年 - ）などのサウンドコンポーザーとして有名な増子司が担当している。PCエンジンの波形メモリ音源を最大限に生かした、透明感のある音色でのステレオサウンドはプレイヤーから高い評価を得た。本ゲームのタイトル画面には「STEREO」という表記もあり、制作側のこのゲームに対するサウンドの位置づけが高かったことを示していたといえる。

## スタッフ
- ディレクション：Boo Ueda（上田和敏）、Hotraice Y.Niino（新野洋右）
- プログラム：A Uni oooo Arato（新渡規智）、Takashi Heiemon Hasegawa（長谷川崇）
- グラフィック：Tonny Yokoyama（横山秀幸）、Tsuji 'BLADOE' Hiroshi、Yoshiaki Sting Kitamura
- サウンド：Dosanko Macco（増子司）
- アシスト：Damian Suzuki（鈴木一也）、Boyan Kubota（窪田英之）、Kinko K Kaneko（金子一広）、Toshiya Albert Matsuyama、Kenl Nishihajime

## 評価
ゲーム誌『ファミコン通信』の「クロスレビュー」では7・8・8・6の合計29点（満40点）、『マル勝PCエンジン』では6・7・8・6の合計27点（満40点）、『PC Engine FAN』の読者投票による「ゲーム通信簿」での評価は以下の通りとなっており、23.66点（満30点）となっている。また、この得点はPCエンジン全ソフトの中で60位（485本中、1993年時点）となっている。
| 項目 | キャラクタ | 音楽 | 操作性 | 熱中度 | お買得度 | オリジナリティ | 総合  |
| 得点 | 4.04       | 3.99 | 3.91   | 4.03   | 3.69     | 4.00           | 23.66 |

## シリーズ作品
- ダンジョンエクスプローラーII（PCエンジンSUPER CD-ROM2）

1993年3月26日にハドソンより発売された続編。CD-ROMの大容量を生かしたビジュアルやCD音源によるBGMなどが加わり、全てのキャラがクラスチェンジ可能となった。前作と同様に5人まで同時プレイが可能。
- クリスタルビーンズ フロム ダンジョンエクスプローラー（スーパーファミコン）

1995年10月27日にハドソンより発売されたスーパーファミコン版。3人まで同時プレイが可能。
- ダンジョンエクスプローラー 〜盟約の扉〜（PlayStation Portable）

2007年11月15日にハドソンより発売。
- ダンジョンエクスプローラー 〜邪神の領域〜（ニンテンドーDS）

2007年12月6日にハドソンより発売。
- ちょっとダンジョンエクスプローラー（Flash対応端末用ゲーム）

ゲーム&コミュニティーサイト「ハンゲ.jp」より無料配信されていたFlash対応端末用のゲーム。